# Середа Олександр Вікторович
Олекса́ндр Ві́кторович Середа́ (1996—2024) — старший лейтенант збройних сил України, учасник російсько-української війни.

## Життєпис
Народився 8 січня 1996 року в селі Козацьке Конотопського району Сумської області.
Під час повномасштабної війни був командиром протитанкового взводу роти вогневої підтримки військової частини А2613.
Загинув 6 листопада 2024 року на Донеччині, внаслідок травм, яких зазнав від скидання вибухового пристрою з дрона.

## Нагороди
- Орден «За мужність» III ступеня[1].